# Battenans-Varin
Battenans-Varin é uma comuna francesa na região administrativa de Borgonha-Franco-Condado, no departamento de Doubs. Estende-se por uma área de 6,38 km². Em 2010 a comuna tinha 77 habitantes (densidade: 12,1 hab./km²).